# Video electronics standards association
Video electronics standards association (VESA) är en organisation som grundades av NEC Home Electronics och åtta andra tillverkare av bildskärmar och tillbehör 1988. Organisationen började med att utarbeta en gemensam standard för displayer med förmågan att visa en bild på 800 x 600 pixlar. Den senast framtagna gemensamma standarden är DisplayPort.